# Municipio de Nikópol
Nikópol es un municipio búlgaro situado en la provincia de Pleven. Según el censo de 2021, tiene una población de 6958 habitantes.
Se ubica en el noreste de la provincia. Por el norte, el término municipal es fronterizo con Rumania, marcando la frontera el Danubio.

## Demografía
En 2011 la localidad tenía 9305 habitantes. El 63.42% de los habitantes eran búlgaros, el 23.13% eran turcos y el 1.55% eran gitanos.

## Localidades
| Localidad       | Cirílico       | Población (2011) |
| --------------- | -------------- | ---------------- |
| Nikópol         | Никопол        | 3186             |
| Asénovo         | Асеново        | 290              |
| Bátsova Mahalá  | Бацова махала  | 471              |
| Vábel           | Въбел          | 740              |
| Debovo          | Дебово         | 588              |
| Dragash Voyvoda | Драгаш войвода | 573              |
| Evlóguievo      | Евлогиево      | 104              |
| Zhernov         | Жернов         | 100              |
| Lozitsa         | Лозица         | 264              |
| Lyúbenovo       | Любеново       | 209              |
| Muselíevo       | Муселиево      | 762              |
| Nováchene       | Новачене       | 1187             |
| Sanadínovo      | Санадиново     | 356              |
| Chérkovitsa     | Черковица      | 466              |
| Total           |                | 9296             |